# Романенко Олег В'ячеславович
Олег В'ячеславович Романенко (*26 грудня 1979, м. Суми)  — український письменник, видавець. Один із найпомітніших представників двотисячників  — літературного покоління, чиє творче становлення припадає на двотисячні роки.

## Біографія

### Навчання
Народився у Сумах. 1998 закінчив приватну середню загальноосвітню школу «Золота рибка» (Суми). 2003  — філологічний факультет Сумського педуніверситету. Тема дипломної роботи «Феномен поезії Едґара По».
Член літературно-мистецької студії «Орфей». Лауреат поетичних конкурсів і фестивалів «Орфей», «Привітання життя», «Молоде вино», «Смолоскип», «Гранослов», «Культреванш».
2001 ініціював створення мистецької збірної м. Суми "Творче збіговисько «Паркан».

### Творчість
Вірші та проза широко публікувались в альманахах, журналах, антологіях тощо («Березіль», «Четвер», «Кур'єр Кривбасу», «ШО», «Київська Русь» та інші). Автор збірок поезій:
- «Абстиненція» (Львів: Каменяр, 2003; Київ: Смолоскип, 2004);
- «Злочин Ікара» (Київ: Гопак, 2004)[1][2];
- «Речовини» (Київ: Факт, 2008 (Серія: Зона Овідія))[3];
- «Калейдоскоп» — книга новел (Київ: Альтерпрес, 2010).

Упорядник та видавець антології поезії двотисячників «Дві тонни» (Київ: 2007).
Увійшов у відому антологію «Сновиди: Сни українських письменників» (Київ: А-БА-БА-ГА-ЛА-МА-ГА, 2010).

## Рецензії
1. ↑  Галина Геря. ЛАВРЕЯТ ПРЕМІЇ НОЯ // Літературний форум  [Архівовано 2009-09-05 у Wayback Machine.]
2. ↑  Ірина Новіцька. Про книгу Романенка «Злочин Ікара» // Майдан
3. ↑  Галина Шупеня. Спіймай поезію в череві синьої рибки // Буквоїд [недоступне посилання з жовтня 2019]

### Видавничий проект
Разом із письменницею Юлією Бурковською заснував малий видавничий проект, в рамках якого вийшло близько десятка книг сучасних авторів: «Дві тонни. Антологія поезії двотисячників», «Тра-ля-ля» Юлії Бурковської, «Я, ти, він, вона» Вікторії Черняхівської, «П'ятизнак, або Життя і нежить» Романа Скиби та інші. Також у проекті побачив світ диск аудіопоезії «Хлопчик  — Дівчинка».

### Мій кіт за тобою скучив
Один із найвідоміших віршів Олега Романенка  — «Мій кіт за тобою скучив». Цей текст свого часу настільки рясно цитувався, що навіть ледь не викликав скандалу з приводу авторських прав.
У цьому короткому вірші, який уже встиг стати одним із артефактів цієї, ще незавершеної, епохи, всі слова на своєму місці і ця досконала простота не потребує ще чогось  — наприклад, рими.
Вірш перекладено італійською, івритом, французькою, білоруською, російською мовами.
Перший рядок цього твору було використано Людмилою Стельмах як назву книги її мемуарів. «Мій кіт за тобою скучив»  — спогади дружини одного з найяскравіших і найуспішніших українських драматургів кінця XX століття (найвідоміші п'єси  — «Драма в учительській» (1978), «Привіт, синичко» (1979), «Провінціалки» (1986), «Кохання в стилі бароко», «Синій автомобіль» (1991)), кінодраматурга, талановитого прозаїка, перекладача Е.Олбі, Н.Саймона, Дж. Вассермана, Дж. Джойса та багатьох інших зарубіжних авторів  — Ярослава Стельмаха, який трагічно загинув в автокатастрофі в серпні 2001, в неповні 52 роки.

### Дві тонни
Олег Романенко є автором ідеї, упорядником та видавцем антології «Дві тонни», найвідомішого збірника віршів поетів-двотисячників. Творча концепція видання обертається навколо числа 2000: двотисячні роки, дві тисячі кілограмів живої ваги усіх поетів, представлених в антології, дві тисячі її примірників, презентація, початок якої був призначений на 20:00.